# Cratere Lu Zhi
Lu Zhi  è un cratere sulla superficie di Venere.